# Karl Hovberg
Karl Hovberg, född 24 mars 1893 i Järpen, död 8 september 1944 i Malmö, var en svensk socialdemokratisk politiker och tidningsman.
Karl Hovberg var son till timmerflottaren Olof Hovberg (född 1844) och Karin Nilsdotter Äng (1851–1910) och växte upp i Järpen. Han var timmerflottare i Jämtland, studerade på Brunnsviks folkhögskola och gjorde en politisk karriär inom Sveriges socialdemokratiska ungdomsförbund. Han var aktiv i grundandet av förbundet 1917 och var dess förbundssekreterare under 1920-talet och fram till 1931.
Han blev därefter direktör för Arbetet i Malmö och ansvarade under 1930- och 1940-talen för omvandling av denna från ett socialdemokratiskt kamporgan till en kommersiellt uthållig verksamhet.
Karl Hovberg har gett namn åt en gata i Eskilstuna och en hörsal i Ungdomens hus i Malmö. På Notvallen i Järpen finns en staty av honom från 1952, som skapats av Willy Gordon.